# Jean Baptiste Joseph De Bay (1779-1863)
Ne doit pas être confondu avec Jean-Baptiste Joseph Debay (1802-1862).
Pour les articles homonymes, voir De Bay.

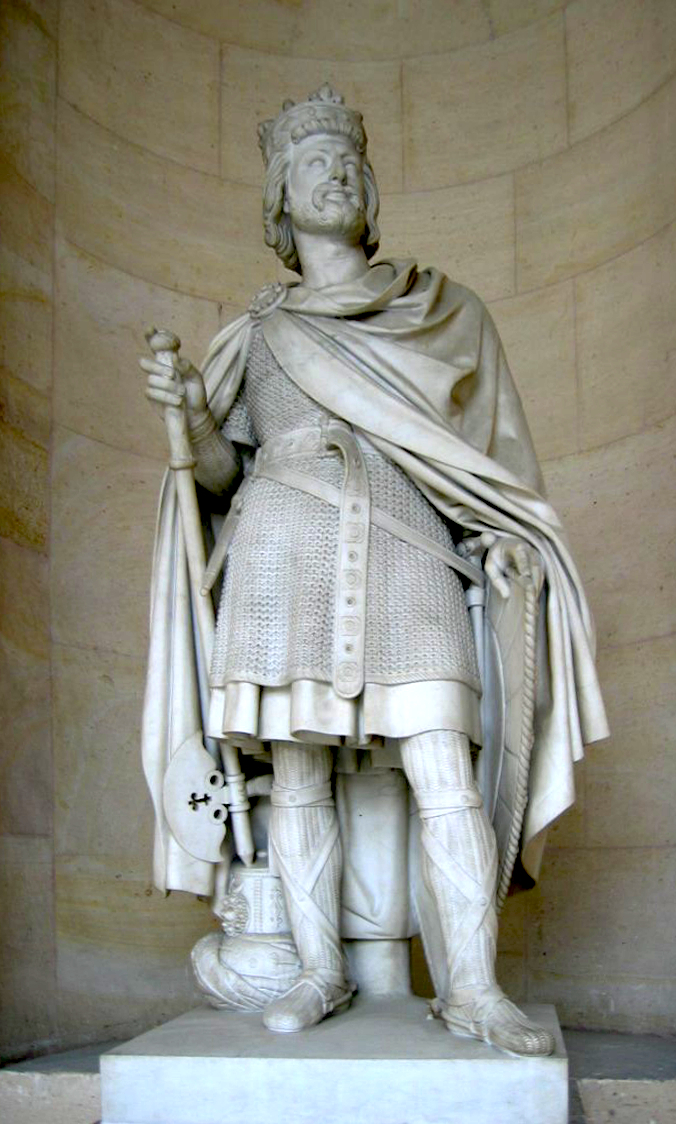
Charles Martel, château de Versailles, galerie de pierre basse, nord.

Jean Baptiste Joseph De Bay, dit Jean Baptiste Joseph De Bay père ou Jean Baptiste Joseph De Bay l'Ancien, né à Malines (Pays-Bas autrichiens) le 16 octobre 1779 et mort à Paris en le 14 juin 1863,, est un sculpteur flamand, puis belge, actif à Paris.
Il est le père du sculpteur Jean-Baptiste Joseph Debay (1802-1862), dit Debay fils, et du sculpteur et peintre Auguste-Hyacinthe Debay (1804-1865).

## Biographie
Apprenti chez un parent, le peintre Henri Joseph Bernard van den Nieuwenhuysen (1756-1817), puis élève du sculpteur Antoine-Denis Chaudet, Jean Baptiste Joseph De Bay réalise des statues de personnages historiques ainsi qu'un certain nombre de bustes. Plusieurs de ses œuvres sont exposées au château de Versailles, au musée du Louvre à Paris, au musée des beaux-arts de Nantes, au musée des beaux-arts d'Angers et au musée des beaux-arts de Bordeaux.
Il sculpte les dix statues du palais de la Bourse de Nantes, la statue d’Argus endormi au son de la flûte par Mercure au musée des beaux-arts de Nantes, la statue de Périclès du jardin des Tuileries à Paris, la Statue équestre de Louis XIV (Montpellier) en collaboration avec Auguste-Jean-Marie Carbonneaux fondeur, les statues en marbre de Charles-Martel à Versailles et de Colbert au palais du Luxembourg à Paris.
Il est second prix de Rome en sculpture en 1823.
Il a eu notamment pour élève Jean-Baptiste Barré,.